# بیل کریگ (شناگر)

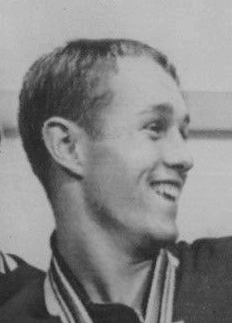
بیل کریگ - ۱۹۶۴

بیل کریگ (به انگلیسی: Bill Craig) (زادهٔ ۱۶ ژانویهٔ ۱۹۴۵) شناگر اهل ایالات متحده آمریکا است.